# 快速證
快速證（英語：Rapid Pass）是孟加拉國首都達卡的非接觸式智能卡自動收費系統，可用於各公共交通。快速證讀卡機於2017年開始進行測試，並於2018年1月全面推行，並在各大地鐵站、鐵路站、巴士站和巴士總站有售。

## 歷史
2014年，達卡交通協調局投資3.906億孟加拉塔卡開發達卡的自動收費系統。其中日本國際協力機構提供了技術支援和73%的資金。交通局決定於2017年5月由孟加拉國道路交通集團營運的一條巴士線上進行快速證測試。孟加拉國總理謝赫·哈西娜於2018年1月4日宣佈啟用快速證。計劃起初預計於2019年完全投入使用，由荷蘭-孟加拉銀行設立清算銀行方便不同交通系統。2022年6月21日一個巴士路線網絡合理化的會議上確定達卡所有交通型式都可使用快速證。

## 使用範圍

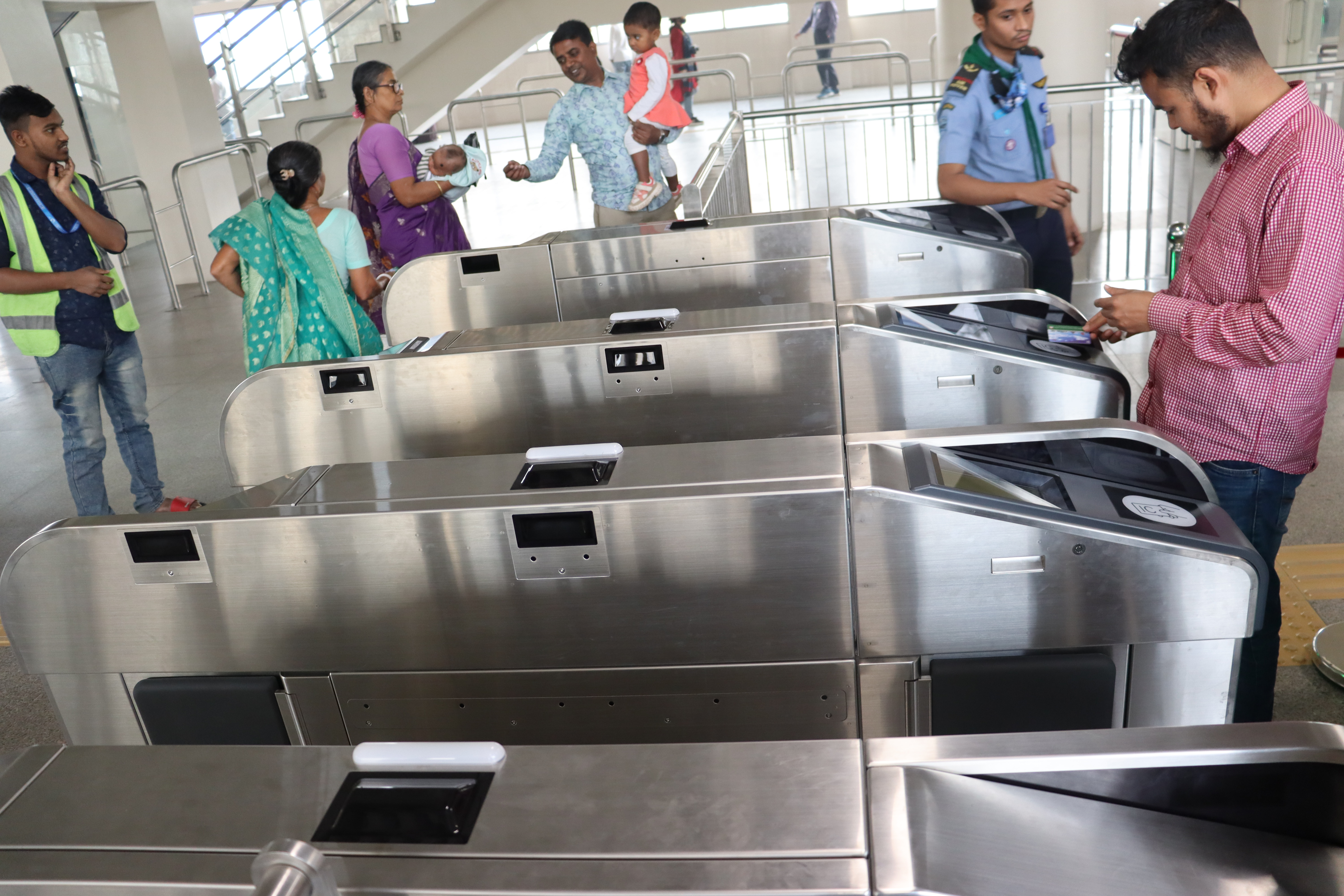
快速通行证可用于达卡地铁自动售票机

快速證可用於乘搭BRTC的巴士、BIWTA小艇、孟加拉國鐵路列車、達卡地鐵和巴士快速交通。